# Mei
A Mei long a hüllők (Reptilia) osztályának dinoszauruszok csoportjába, ezen belül a hüllőmedencéjűek (Saurischia) rendjébe, a Theropoda alrendjébe és a Troodontidae családjába tartozó faj.

## Tudnivalók
A Mei egy kacsa méretű dinoszaurusz volt, amely a kora kréta korszakban élt, körülbelül 125 millió évvel ezelőtt. Az állatot 2004-ben fedezték fel Kínában, a Liaoning tartományban. A teljes neve Mei long, ami „alvó sárkány”-t jelent.
Egyes Mei kövületeknek a feje a mellső láb vagy kar alá volt téve, ami arra hagy következtetni, hogy ezek az állatok úgy aludtak, mint a mai madarak, vagyis fejükkel a szárnyuk alatt. Ez megerősíti a madarak és dinoszauruszok viselkedése közti kapcsolatott.
Egy ideig a Mei volt a legrövidebb nevű dinoszaurusz, elhagyva az addigi rekord tartót, a Minmit, amely egy ausztráliai ankylosauria és a Khaant, amely egy mongóliai oviraptorosauria, amíg Kínában, fel nem fedeztek egy ragadozó dinoszauruszt, melynek a Yi nevet adták.